# Kristoffer Zegers
Kristoffer Zegers (Breda, 27 december 1973) is een Nederlands componist.

## Opleiding
Hij studeerde compositie bij Gilius van Bergeijk, Clarence Barlow, Louis Andriessen, Diderik Wagenaar, Martijn Padding en Jan Boerman aan het Koninklijk Conservatorium in Den Haag. De muziek van Kristoffer Zegers is gevormd door de Haagse school en bestaat grotendeels uit elektronische muziek, klankmanipulaties met computers met of zonder begeleiding van een ensemble. In de muziek van Zegers is bijna altijd sprake van microtonale klankvelden en motieven die zeer langzaam van toonhoogte veranderen (glissando). Ook in de ritmische structuren maakt hij gebruik van ritmische faseverschuivingen en wiskundige modellen die worden vertolkt in muziek. Hierdoor ontstond zijn motto "Glissandéz mes enfants, Glissandéz toujours!" vrij vertaald naar de oorspronkelijke uitspraak van de Franse componist César Franck: "Moduléz mes enfants, Moduléz toujours!".

## Activiteiten
Zijn compositie "Singularity IV" werd in 1999 in de grote zaal van het Concertgebouw opgevoerd. Zijn saxofoonoctet Electroshocks is uitgevoerd in Nederland, België, Duitsland en Canada. In november 2009 werd zijn compositie Pianophasing uitgevoerd door 50 pianisten op 25 piano's. Deze compositie is ook in anfdere landen geprogrammeerd, zoals in november 2009 tijdens het Huddersfield Contemporary Music Festival in Huddersfield, Engeland. In 2003 en 2008 werd Pianophasing ook uitgevoerd in 's-Hertogenbosch in het festival Novembermusic. Op 14 oktober 2012 werd Pianophasing III uitgevoerd op het Soundstreamfestival te Adelaide in Australië. 
Zijn werk Pianophasing wordt steeds meer uitgevoerd op verschillende locaties wereldwijd.   
Uitvoeringen PianoPhasing:  
- Den Bosch - Nederland - 2008  in opdracht van November Music.
- Huddersfield, Verenigd Koninkrijk 2009 "Huddersfield Fesival for new music"
- Adelaide - Australië 2012  "Soundstream Festival",
- Breda - Nederland  2014 "OLV Kerk Breda met 120 pianisten.
- Seatlle - Verenigde Staten 2017  "Bach to the future" festival SMTA,
- Seatlle - Verenigde Staten 2020 "PianoPhasing 2020 Worldwide" een digitale uitvoering met alle pianisten op afstand opgenomen.

## Partners
Zegers heeft samengewerkt met:
- Daan Manneke - Punktus Contra Punctum.
- Annelie de Man - Werk voor klavecimbel (compositie-opdracht Annelie de Man).
- SMTA Seatlle Music Teacher Association Seattle - opdrachtgever pianophasing concerten Verenigde Staten
- Orkest de Volharding - Experimenteel werk met elektronica voor orkest.
- Orkest de Ereprijs en De Tegenwind - Horologium Oscilatorium
- Huddersfield Contemporary Music Festival.
- Festival Novembermusic - Pianophasing II - Electroshocks - Venlafaxine.
- Festival Novembermusic - Barococo voor 6 klavecimbels, met Goska Isphording, Sonja Leipold, Aleksandra Gajecka-Antosiewicz, Ere Lievonen, Arend Grosfeld en Fons Mommers.
- Festival Spirituele muziek in het Concertgebouw in Amsterdam.
- Civitella Ranieri, samenwerking met de New York in de Verenigde Staten en Perugia in Italië.
- Saxappeal (België).  Uitvoering "Venlafaxine voor 4 saxofoons en Electroshocks voor8 saxofoons"
- Quasar Saxofoon kwartet: Uitvoering Electroshocks voor 8 saxofoons - Montreal - Canada.
- Kohinoor Saxofoonkwartet (Nederland).   Uitvoering Venlafaxine voor 4 saxofoons en Electroshocks voor 8 saxofoons
- The Arte Quartet (Zwitserland). Uitvoering Electroshocks voor 8 saxofoons - Montreal - Canada.
- Asko-kamerkoor.

## Enkele belangrijke composities

### Elektronische muziek zonder ensemble
- Singularity IV, elektronische manipulaties met gesampelde vrouwenzangstemmen (1997)
- Tod und Verklärung, elektronische compositie met gesampelde klavecimbeltonen (2000)
- Interlude VII, elektronische compositie met computergeluiden en fluit samples (2002)
- Praetor, elektronische compositie met fragmenten van de Mattheuspassie van Bach gecomprimeerd (1997)
- Singularity II, elektronische compositie met door de computer ontworpen geluiden (2004)
- Flexinom III, elektronische muziek ontwikkeld door computers met verschillende gelaagdheden (2004)

### Elektronische muziek met ensemble
- Detonatie, voor elektronica en klavecimbel (2001)
- Electroshocks, voor 8 saxofoons in opdracht van Novembermusic (2003)
- Singulariteit VI, voor 12 solozangers klavecimbel en computermuziek in opdracht van het Asko-kamerkoor (2007)
- De Wind, voor computer en zangstem (2001)

### Instrumentale muziek
- Pianophasing voor 120 pianisten en kerkorgel voor de Grote of Onze-Lieve-Vrouwekerk (Breda) (2007); aangepaste versie voor November Music 2008 in Den Bosch voor 40 pianisten.
- Pianophasing II, voor 50 pianisten, 25 piano's, 1 vleugel en kerkorgel in opdracht van het Huddersfield Contemporary Music Festival, Engeland (2009)
- Phlaze, voor 20 blokfluiten, uitgevoerd in de Grote Kerk te Breda (2006)
- Barococo, voor 6 klavecimbels, uitgevoerd tijdens festival Novembermusic 2012 in Den Bosch (2012)

## Prijzen en onderscheidingen
- Nominatie Royal Philharmonic Society Award in Engeland 2010 voor Pianophasing.
- Civitella Ranieri, samenwerking Perugia (Italië)/New York (VS): beurs voor jonge kunstenaars.